# Ибитинга
Ибитинга (порт. Ibitinga)  —  муниципалитет в Бразилии, входит в штат Сан-Паулу. Составная часть мезорегиона Араракара. Входит в экономико-статистический  микрорегион Араракуара. Население составляет 52 812 человека на 2006 год. Занимает площадь 688,676 км². Плотность населения — 76,7 чел./км².
Праздник города —  4 июля.

## История
Город основан в 1866 году.

## Статистика
- Валовой внутренний продукт на 2003 составляет 502.901.761,00 реалов (данные: Бразильский институт географии и статистики).
- Валовой внутренний продукт на душу населения на 2003 составляет 10.063,47 реалов (данные: Бразильский институт географии и статистики).
- Индекс развития человеческого потенциала на 2000 составляет 0,789  (данные: Программа развития ООН).

## География
Климат местности: тропический. В соответствии с классификацией Кёппена, климат относится к категории Aw.